# 尾曳稲荷神社
尾曳稲荷神社（おびきいなりじんじゃ）は、群馬県館林市尾曳町にある神社。旧社格は村社、神饌幣帛料供進社。

## 由緒
大袋城主であった赤井照光が享禄元年（1528年）正月、甥の俵五郎秀賢が治める舞木城に向かっていたところ、近藤林というところで子供たちが狐の子供をいじめていた。哀れに思った照光は、子供たちに銭を与え、狐の子を逃してやった。夕刻、舞木城からの帰り、照光の前に衣冠を正した老人が現れ、「自分は大袋の守護神、稲荷新左衛門である。今朝、眷属を救われた御恩に報いたい」と述べ、続けて「御身の居城は要害ではない。沼の北岸館林は四神相応の地、築城すれば天下の名城になるであろう」と照光に告げ、その日は姿を消した。
その年の七夕、稲荷は再び照光の前に現れ、今宵は月明かりがよいので館林に案内しましょうと告げると、たちまち白狐の姿となり、照光を先導した。意を決して照光が後をついていくと、白狐は待辺と呼ばれたあたりからふさふさした尻尾を地面に引き始め、館林城の郭を子細に地に描いた。縄張りを引き終えて加法師と呼ばれたあたりに来ると、白狐は「稲荷の神は長く城下にとどまって守護する心算であるから、築城後は速やかに社殿を鎮座するように」と伝えて姿を消した。
照光は不思議に思い、ここに城を築き尾曳城と名付け、天文元年（1532年）2月初午の日に入城した。また、稲荷の恩に報いるため、城内に稲荷郭を設け尾曳稲荷神社を、尾を曳き始めた待辺のあたりに宵稲荷神社、尾を曳き終えた加法師のあたりに夜明稲荷神社を鎮座させたという。

## 歴史

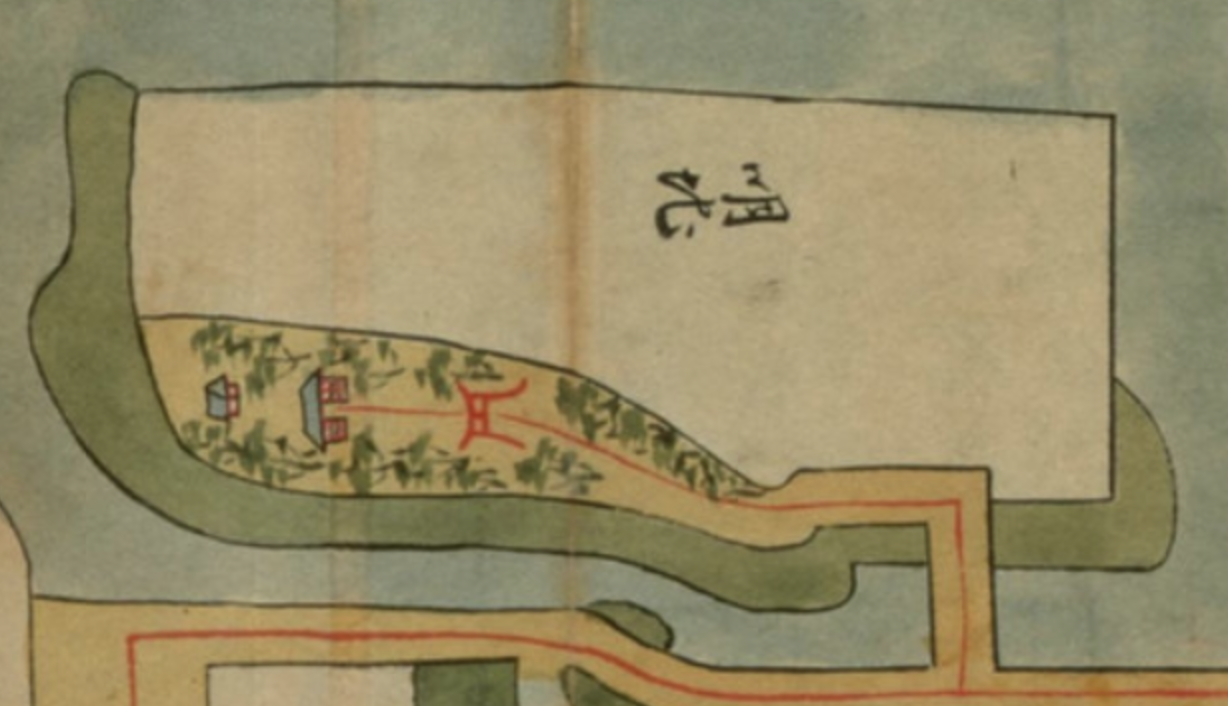
綱吉時代の稲荷郭

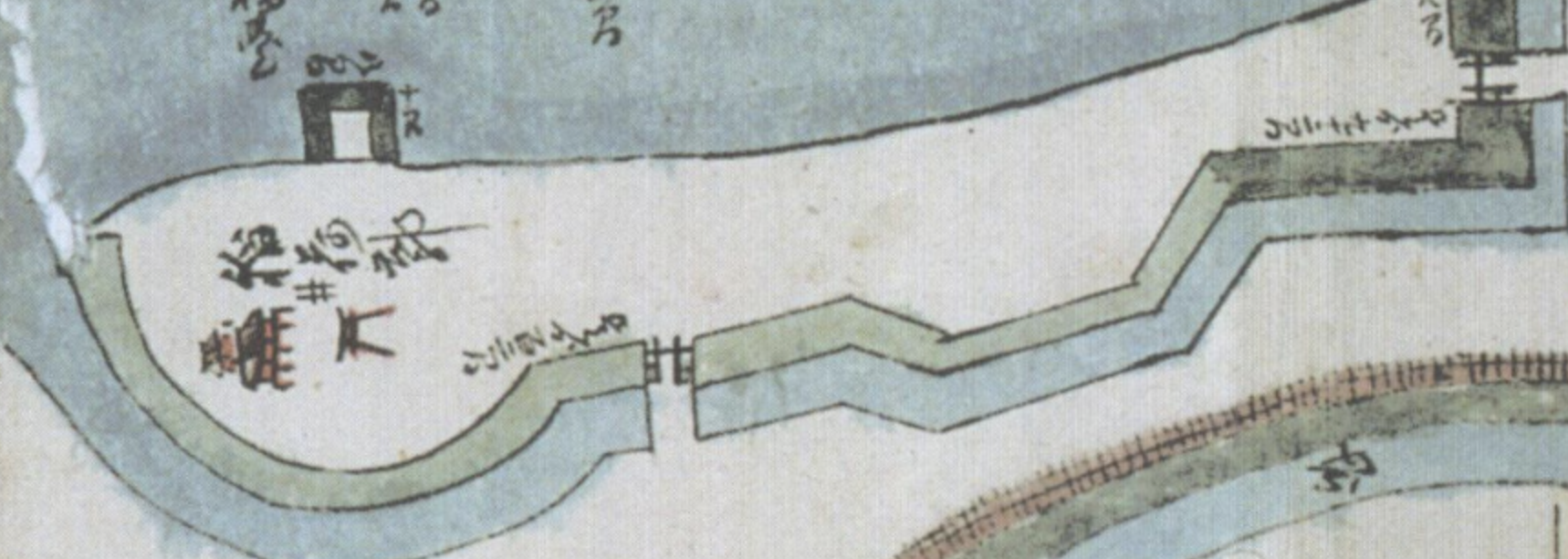
秋元時代の稲荷郭

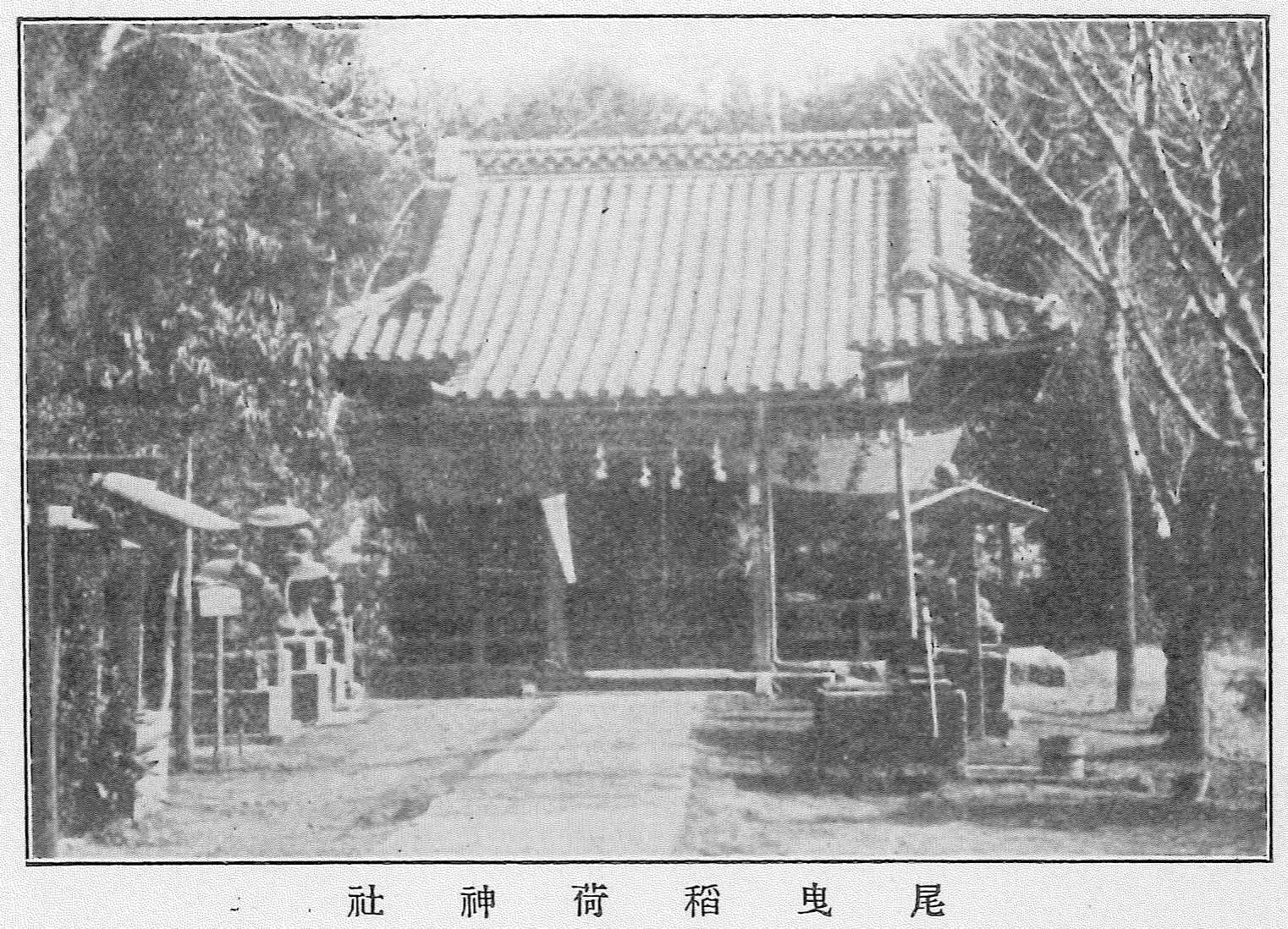
1923年ごろの尾曳稲荷神社

天文元年（1532年）、赤井照光の館林城築城にあたり、城の鬼門の守護神として創建された。そのため本丸と相対して造られ、神社としては珍しい西向きの社殿となっている。
天正18年（1590年）館林に入った榊原康政は城郭の拡張工事とともに当社を再建した。正保2年（1645年）館林藩主であった松平和泉守乗寿も社殿を修築し、その後安永8年（1779年）2月にも修復されるなど、歴代の城主が社殿を修復するとともにこれを尊崇した。
江戸時代の別当寺は塚場町（現在の西本町）の惣徳院が務めた。惣徳院は当社だけではなく八幡郭の八幡宮の別当も務めていたが、両社は城内にあり朝夕の奉仕がしづらいという問題があったため、徳川綱吉領主時代の寛文7年（1667年）、両社を分霊し惣徳院境内に勧請した。明治維新後、惣徳院は廃寺となり、同寺境内の稲荷八幡両社は1908年（明治41年）、木挽町の愛宕神社に合祀されている。
1873年（明治6年）11月には村社に列せられ、1906年（同39年）12月28日には神饌幣帛料供進社に指定された。1907年（同40年）12月には八幡郭の八幡宮、鷹匠町の瓜内稲荷神社、1910年（同43年）3月には裏宿の恵稲荷神社、同年11月14日には金山の稲荷神社、広済町の稲荷神社、外伴木の八坂神社、外加法師の八坂神社を合祀している。
1930年（昭和5年）1月氏子などの寄付により社務所を改築した。1936年（同11年）には氏子・崇敬者らの寄付を元に社殿造営に取り掛かり、翌1937年9月に落成した。

## 祭神
- 倉稲魂命
- 誉田別命
- 素盞嗚命
- 倭建命

## 境内
境内地面積807坪（2668㎡）。

### 社殿

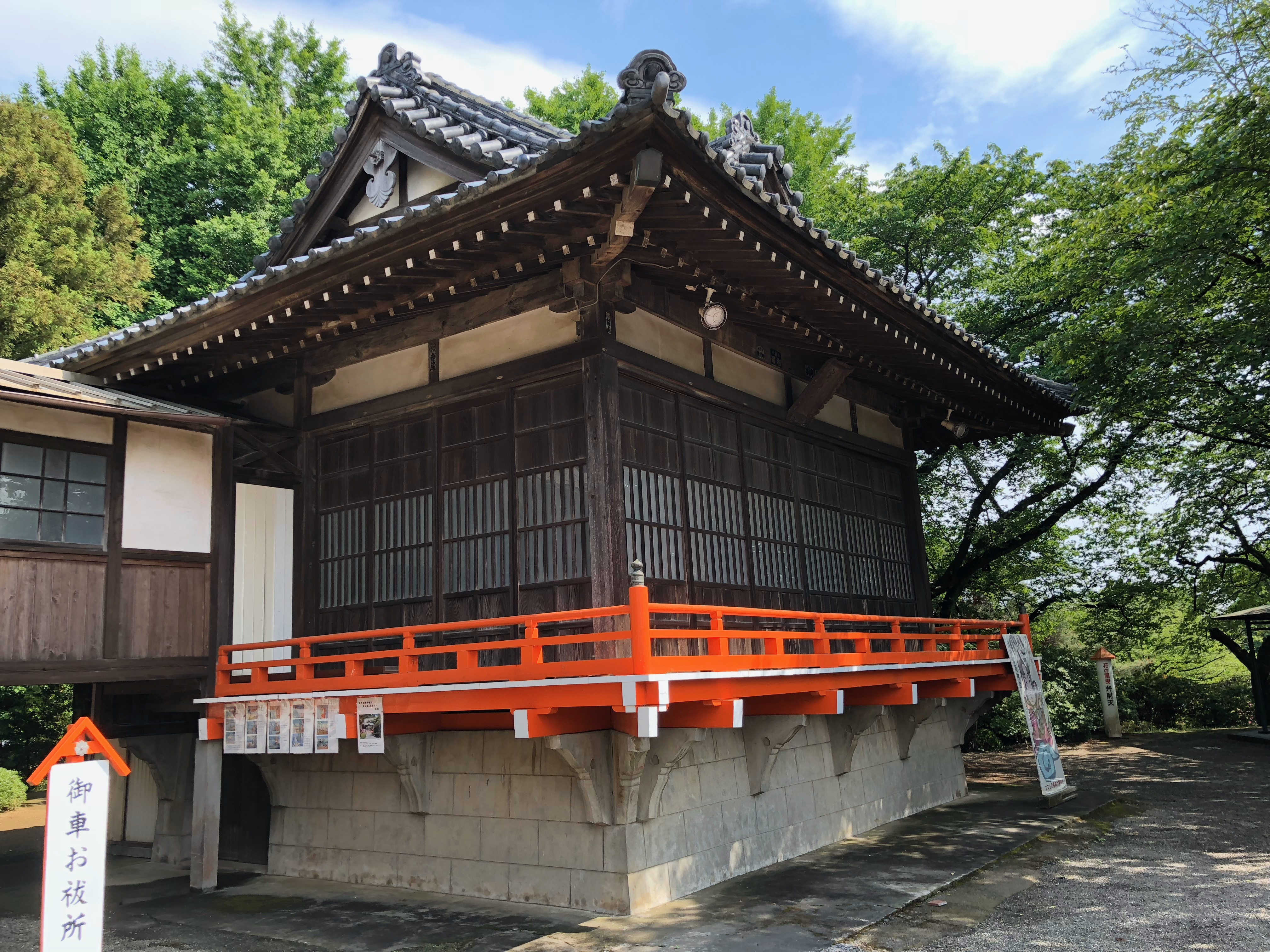
演芸殿

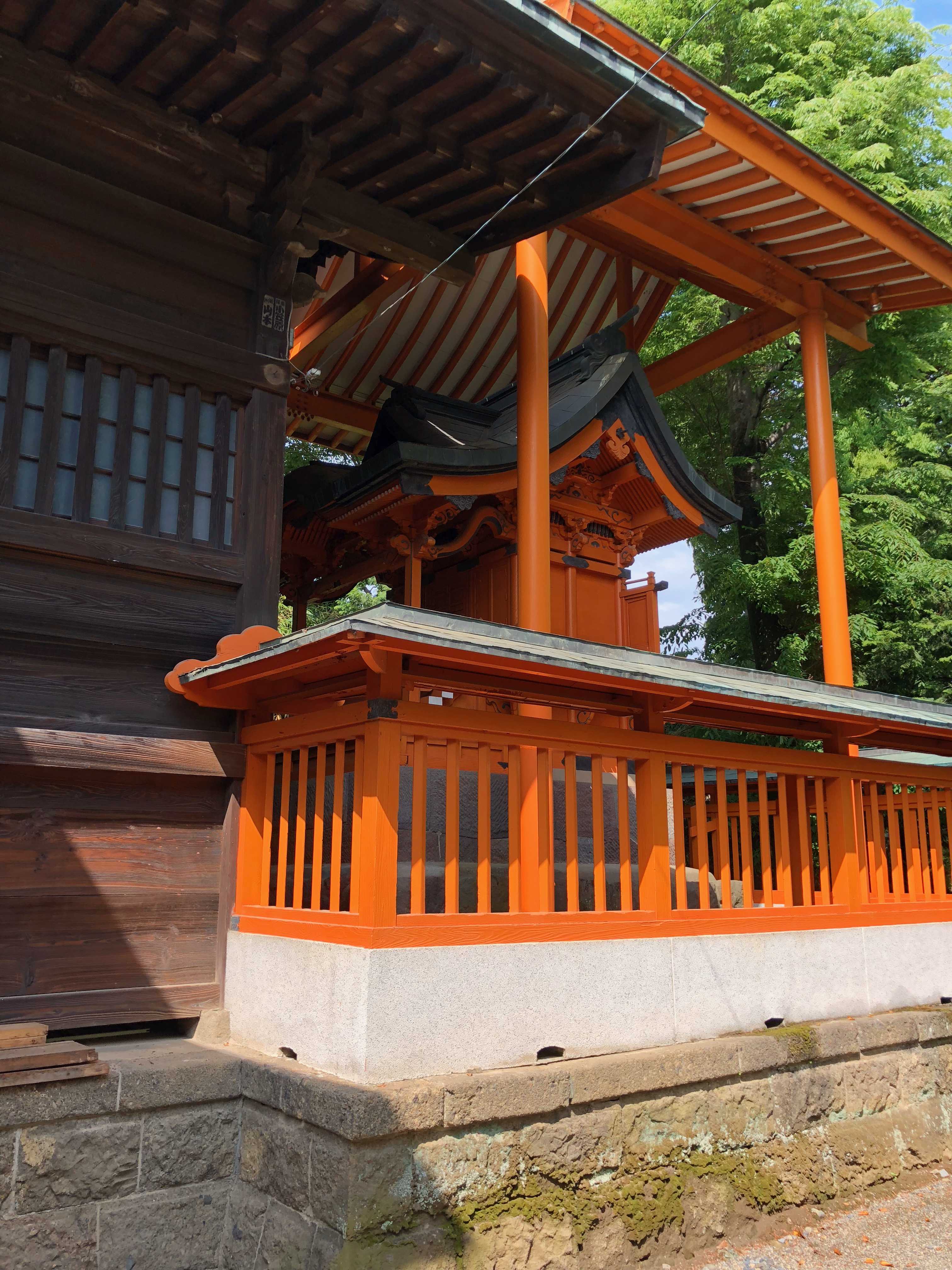
本殿
間口1間1尺（266cm）、奥行4尺5寸（171cm）、神明造。
幣殿
間口3間（684cm）、奥行2間3尺（570cm）、大破風造。
拝殿
間口5間（1140cm）、奥行3間（684cm）、神明造。
神庫
間口1間3尺（342cm）、奥行2間（456cm）、切妻造。
社務所
間口11間（2508cm）、奥行6間（1368cm）。
新社務所
間口5間（1140cm）、奥行10間（2280cm）。
演芸殿
間口3間3尺（798cm）、奥行3間（684cm）。

### 記念物
石水盤
社殿近くの水盤2基のうち、1基は寛文5年（1665年）5月、館林城修築の完了記念として、壁塁施工者が奉納したものである。幅90cm、奥行58cm、高さ59cm。
社前参道の石鳥居
1911年（明治44年）外伴木の大通りからの参道が開通した記念として、新当郷天満宮にあった鳥居を修理したものが建設された。石柱周り85cm、高さ約3.6m。
献穀記念碑
尾曳公園の西端に、東を向いて建っている。1931年（昭和6年）に、秋元春朝子爵が粟の耕作を命じ、別邸の八幡郭にて耕作した粟を新嘗祭に献じた記念として建てられた。高さ2.24m、幅0.75m。

### 石灯籠
境内には7基の石灯籠があるが、そのうち主なものを列挙する。
石屋次右衛門寄進一基
天和3年（1683年）、江戸本材木町六丁目の石屋次右衛門は館林城の破城工事に従事した。本石灯籠はその無事完了を感謝して奉納したものと考えられ、高さは1.51m。
土井大隈守利善寄進一基
三河国碧海郡刈谷城主土井大隈守利善が嘉永6年（1853年）寄進したもので、利善は館林城主井上河内守正春の弟にあたる。
越智松平家々中寄進一対
文政13年（1830年）12月の奉納で、一対の石灯籠の二段の台石に、藩士221名の名が列挙されている。
井上家寄進一対
「弘化三年（1846年）丙午五月吉日」としか記されておらず、奉献者名が記されていないが、灯籠下枠に「丸に八つ三鷹の羽」の紋を浮き彫りにしていることより、館林城主井上河内守正春による寄進と推測される。井上家は前年の弘化2年（1845年）11月に遠州浜松に転封となったが、後任の秋元家との引継ぎは翌3年5月に行われたので、その際に寄進したものと思われる。

## 文化財

### 館林市指定重要文化財
秋元泰朝所用具足（卯花糸威金箔伊予札胴具足）
秋元家中興の祖と謳われる2代泰朝着用の甲冑（当世具足）と伝えられ、大坂夏の陣に着用したものとされる。兜には半月形に似た前立があり、吹返し部分には秋元家家紋である源氏車紋が記されている。胴は金箔の小札を施した桶側胴で、腹と背に漆塗で日輪が描かれ、銀字で腹には「八幡大菩薩」、背には「南無阿弥陀仏」と描かれている。秋元家の館林入封から明治までは館林城三の丸千貫門に安置されていたと伝わり、明治の廃藩後は旧藩士によって鷹匠町の瓜内稲荷神社御神体とされた。後に瓜内稲荷神社の当社への合祀に伴い、この具足も当社に奉納され、2019年現在は館林市第一資料館に保管されている。
館林城絵馬
浮世絵師・北尾重光の描いた作品で、1863年（明治6年）に、連雀町の末広屋佐平はじめ12人の商人が奉納したものである。縦97cm、横120cmの扁額の桐板に、江戸時代は描くことが禁止された館林城内を含む城下町一帯が華やかに描かれている。絵馬が描かれた翌1864年（同7年）には館林城が焼失しているため、同城を空間的に表現した唯一のものとなっている。絵の上方には「奉納」「尾引城之図」、右には「明治六癸酉九月吉日」「明治六癸酉仲秋日画　渓斎北尾重光筆」と墨書きされており、左下には12人の商人と願主の名前が記されている。
明治戊辰戦争磐城進撃絵馬
作者は北尾重光で、縦120cm、横170cmの上部屋根型の絵馬。絵の上方には山並み、左には市街と燃える城、右側には29人の兵士と郷夫数人、中央では金色の幣束の下で狐3匹と柳が色鮮やかに描かれている。戊辰戦争で館林藩が会津に進撃した時の様子を描いており、燃える城は若松城と考えられる。絵馬左下には「明治紀元歳次戊辰九月依朝命岩代国江進撃之図　明治二己巳稔二月初午　館林本営附再拝」、右下には「明治二己巳初春日写　渓斎北尾重光筆」と墨書きされている。
明治戊辰戦争凱旋絵馬
作者は北尾重光で、縦79ｃｍ、横113cmの上部屋根型の絵馬。奥に尾曳稲荷神社、手前に歩兵銃を担いだ22人の兵士が2列横隊に並び、左に隊長と鼓士1名が描かれている。絵馬左下には「明治元年戊辰対会凱旋而奉之」と記され、隊長の土屋勝蔵と22名の兵士の名が列記されている。右下には「明治二己巳仲春日写　渓斎北尾重光筆」と墨書きされている。

### その他
獅子頭
長さ52cm、幅33cm、高さ24cmの木彫りの獅子頭で、上部左右に耳があり、目をいからせ歯を剥き出し、獰猛な表情をしている。元々は、秋元家が山形に入封していた当時、山形城下の八坂神社にあったものを、館林移封の際に家臣が持ってきたものであった。館林では外伴木、加法師に山形と同じく八坂神社を祀り、夏祭りのたびに渡御させていたが、年を経て破損が酷くなったため、1887年（明治20年）ごろ、連雀町の彫刻師の五月女助三に依頼して同形のものを作らせたという。

## 年中行事
1月1日
新年祈願祭：家運繁栄、交通安全
5月1日、2日、3日
春季大祭
7月15日、16日
八坂神社臨時祭
11月3日
例大祭 - 悪霊、悪疫など退散の獅子渡御が行われる。
6月30日、12月31日
大祓
毎月1日、15日
月次祭
3月下旬中
新入学児童奉告祭